# Slasher (Fernsehserie)
Slasher ist eine kanadische Horror-Anthologie-Serie des kanadischen Fernsehsenders Super Channel, welcher die Serie zusammen mit dem US-amerikanischen Sender Chiller produzierte. Regie führte Craig David Wallace. Seit der zweiten Staffel erscheint sie in Nordamerika bei Netflix; in Deutschland werden alle Staffeln bei 13th Street ausgestrahlt. Am 10. Februar 2022 wurde die Serie um eine fünfte Staffel verlängert. Ihre Premiere war am 6. April 2023.

## Handlung
Die erste Staffel dreht sich um die 29-jährige Sarah Bennett, die nach einiger Zeit in ihre Heimatstadt zurückkommt und sich dort in einer Mordserie wiederfindet. Die Morde haben dabei starke Ähnlichkeiten mit der Tötung ihrer Eltern, die Sarah selbst nie kennengelernt hat. Der Mörder ihrer Eltern, Tom Winston, der seit damals in Haft ist, hilft Sarah dabei, Einblicke in die Gedankengänge eines Mörders zu erhalten.
In der zweiten Staffel kehrt eine Gruppe ehemaliger Sommercampbetreuer an den Ort zurück, der jetzt ein Winterresort ist. Bevor dieses abgerissen wird, wollen sie in der Nähe die Leiche einer Betreuerin bergen, die sie umgebracht haben. Während sie durch den Schnee zusammen mit einer esoterischen Kommune in dem Resortgebiet eingeschlossen sind, werden beide Gruppen durch einen Killer bedroht.
In der dritten Staffel geht es um die Bewohner eines Apartmenthauses, in dessen Hof einer von ihnen während einer Sommersonnenwendparty durch den Druiden („The Druid“) umgebracht wurde und sich kurz darauf eine Bewohnerin selbst umgebracht hat. Genau ein Jahr später schlägt der Druide wieder zu und bringt die Bewohner des Hauses um, die sich schuldig gemacht haben, indem sie bei dem Töten vor einem Jahr weg- oder zugesehen haben. Die Staffel spielt innerhalb 24 Stunden.

## Besetzung und Synchronisation
Die Synchronisation der ersten Staffel übernahm die DMT – Digital Media Technologie GmbH in Hamburg. Seit der zweiten Staffel wird die Serie bei der TV+Synchron in Berlin vertont. Die Dialogbücher schreibt Klaus Schönicke, die Dialogregie führen Detlef Klein (Staffel 1) und Bernd Nigbur (seit Staffel 2).

### Staffel 1(Der Vollstrecker)
| Rollenname        | Schauspieler            | Hauptrolle (Episoden) | Nebenrolle (Episoden)           | Synchronsprecher     |
| ----------------- | ----------------------- | --------------------- | ------------------------------- | -------------------- |
| Sarah Bennett     | Katie McGrath           | 1.01–1.08             |                                 | Schaukje Könning     |
| Dylan Bennett     | Brandon Jay McLaren     | 1.01–1.08             |                                 | Tobias Schmidt       |
| Cam Henry         | Steve Byers             | 1.01–1.08             |                                 | Jaron Löwenberg      |
| Tom Winston       | Patrick Garrow          | 1.01–1.07             |                                 | Hanns Jörg Krumpholz |
| Iain Vaugn        | Dean McDermott          | 1.01–1.06             |                                 | Marek Erhardt        |
| Robin Turner      | Christopher Jacot       | 1.01–1.05, 1.07–1.08  |                                 | Matthias Klimsa      |
| Brenda Merrit     | Wendy Crewson           | 1.02–1.04             |                                 | Angela Stresemann    |
| June Henry        | Jessica Sipos           |                       | 1.01–1.06                       | Katharina von Keller |
| Alison Sutherland | Mayko Nguyen            |                       | 1.01–1.05                       | Joey Cordevin        |
| Alan Henry        | Rob Stewart             |                       | 1.01–1.02, 1.04–1.05, 1.07–1.08 | Michael Bideller     |
| Heather Peterson  | Erin Karpluk            |                       | 1.01–1.06                       | Simona Pahl          |
| Ariel Peterson    | Hannah Endicott-Douglas |                       | 1.01, 1.04–1.06                 | Franciska Friede     |
| Justin Faysal     | Mark Ghanimé            |                       | 1.01–1.04                       | Clemens Gerhard      |
| Sonja Edwards     | Victoria Snow           |                       | 1.01–1.03                       | Ulrike Johannson     |
| Lisa Ann Follows  | Enuka Okuma             |                       | 1.04–1.07                       | Angela Quast         |

### Staffel 2(Die Schuldigen)
| Rollenname   | Schauspieler      | Hauptrolle (Episoden) | Nebenrolle (Episoden) | Synchronsprecher  |
| ------------ | ----------------- | --------------------- | --------------------- | ----------------- |
| Judith Berry | Leslie Hope       | 2.01–2.08             |                       |                   |
| Peter Broome | Lovell Adams-Gray | 2.01–2.08             |                       | Dennis Sandmann   |
| Noah Jenkins | Jim Watson        | 2.01–2.06, 2.08       |                       | Konrad Bösherz    |
| Antoine      | Christopher Jacot | 2.01–2.04, 2.06       |                       | Tim Knauer        |
| Mark Rankin  | Paulino Nunes     | 2.01–2.07             |                       | Peter Flechtner   |
| Glenn        | Ty Olsson         | 2.01–2.05             |                       | Marco Kröger      |
| Renée        | Joanne Vannicola  | 2.01–2.06             |                       | Dascha Lehmann    |
| Wren         | Sebastian Pigott  | 2.01–2.08             |                       | Armin Schlagwein  |
| Keira        | Madison Cheeatow  | 2.01–2.08             |                       | Jill Böttcher     |
| Dawn Duguin  | Paula Brancati    | 2.01–2.08             |                       |                   |
| Talvinder    | Melinda Shankar   |                       | 2.01–2.02, 2.05–2.08  | Josephine Schmidt |
| Susan        | Kaitlyn Leeb      |                       | 2.01–2.03, 2.05–2.08  | Nora Jokhosha     |
| Andi         | Rebecca Liddiard  |                       | 2.01–2.02, 2.05–2.08  | Alice Bauer       |
| Megan        | Sophia Walker     |                       | 2.04–2.05             |                   |

### Staffel 3(Sonnenwende)
| Rollenname              | Schauspieler       | Hauptrolle (Episoden) | Nebenrolle (Episoden) | Synchronsprecher  |
| ----------------------- | ------------------ | --------------------- | --------------------- | ----------------- |
| Angel Lopez             | Salvatore Antonio  | 3.01–3.02, 3.04–3.08  |                       | Jens Wendland     |
| Detektiv Roberta Hanson | Lisa Berry         | 3.01–3.07             |                       |                   |
| Violet Lickers          | Paula Brancati     | 3.01–3.06             |                       | Daniela Reidies   |
| Connor Rijkers          | Gabriel Darku      | 3.01, 3.03–3.08       |                       | Jesse Grimm       |
| Kaili Greenberg         | Erin Karpluk       | 3.01, 3.03–3.05       |                       |                   |
| Dan Olenski             | Dean McDermott     | 3.01–3.08             |                       | Christian Rudolf  |
| Jen Rijkers             | Mercedes Morris    | 3.01–3.08             |                       |                   |
| Joe Lickers             | Ian Muallem        | 3.01–3.06             |                       | Jörn Linnenbröker |
| Frank Dixon             | Paulino Nunes      | 3.01, 3.07            |                       |                   |
| Saadia Jalalzai         | Baraka Rahmani     | 3.01–3.08             |                       | Elise Eikermann   |
| Amy Chao                | Rosie Simon        | 3.01–3.04, 3.08       |                       |                   |
| Amber Ciotti            | Joanne Vannicola   | 3.01, 3.03–3.08       |                       |                   |
| Xander Lemmon           | Jim Watson         | 3.01–3.02, 3.04       |                       | Martin Brücker    |
| Kit Jennings            | Robert Cormier     |                       | 3.01–3.06, 3.08       | Jacob Weigert     |
| Detektiv Pujit Singh    | Ishan Dave         |                       | 3.01–3.07             |                   |
| Beth                    | Rebecca Amzallag   |                       | 3.01–3.03             |                   |
| Cassidy Olenski         | Genevieve Degraves |                       | 3.01–3.02, 3.04, 3.06 | Josephine Martz   |
| Charlie                 | Landon Harris      |                       | 3.02–3.03, 3.05–3.06  | Tobias Diakow     |
| Coroner Lucie Cooper    | Tiio Horn          |                       | 3.02, 3.04–3.06       |                   |

## Entwicklung und Produktion
Slasher wurde als limitierte Slasher-Serie von Aaron Martin kreiert, nachdem er 2012 zwei Episoden für die erste Staffel von Saving Hope geschrieben hatte. Er schrieb zunächst das Skript für die erste Episode, für das Shaftesbury Productions 2014 die Option erwarb. Der kanadische Sender Super Channel bestellte eine Staffel von 8 Episoden und der amerikanische auf Horror spezialisierte Sender Chiller stieg in die Produktion ein, die damit Chillers erste originale Serie wurde.
Die erste Staffel, die im fiktiven Ort Waterbury in Kanada spielt, wurde zwischen Juli und Oktober 2015 in Greater Sudbury, Parry Sound  und Sault Ste. Marie in Ontario gedreht. Anders als bei der Produktion anderer TV-Serien, wurde die gesamte erste Staffel dabei nicht in einzelnen Episoden, sondern als Gesamtwerk gedreht. Szenen verschiedener Episoden wurden dabei zur selben Zeit gedreht.
Die zweite Staffel wurde von Februar bis Mai 2015, zuletzt in Orangeville (Ontario) gedreht. Die Dreharbeiten der dritten Staffel begannen im August 2018.
Im November 2020 bestellte der Streaminganbieter Shudder eine vierte Staffel namens Flesh & Blood mit Ian Carpenter als Showrunner, worauf die Dreharbeiten in Ontario anliefen. Als Veröffentlichungsstart wurde der 12. August 2021 angekündigt.

## Ausstrahlung
Die US-amerikanische Premiere fand am 4. März 2016 statt, die kanadische Premiere am 1. April 2016. Die deutschsprachige Erstausstrahlung sendete der Pay-TV-Sender 13th Street zwischen dem 19. September und 22. September 2016. Netflix erwarb die Rechte an der ersten Staffel am 20. Januar 2017.
Während der Produktion der zweiten Staffel gab Shaftesbury Productions bekannt, dass diese nicht zu Super Channel oder Chiller zurückkehren werde. Unter dem Titel Slasher: Guilty Party startete sie am 17. Oktober 2017 auf Netflix, in Deutschland wurde diese Staffel ab Januar 2018 auf 13th Street ausgestrahlt.
Die dritte Staffel mit dem Beititel Solstice wurde auf Netflix am 23. Mai 2019 veröffentlicht und in Deutschland zu je 4 Folgen am 31. Oktober und 1. November 2019 auf 13th Street gezeigt.

## Episodenliste

### Staffel 1
| Nr. (ges.) | Nr. (St.) | Deutscher Titel        | Originaltitel                           | Erstausstrahlung USA | Deutschsprachige Erstausstrahlung (DE) | Regie               | Drehbuch     | Zuschauer (USA) |
| ---------- | --------- | ---------------------- | --------------------------------------- | -------------------- | -------------------------------------- | ------------------- | ------------ | --------------- |
| 1          | 1         | Auge um Auge           | An Eye for an Eye                       | 4. März 2016         | 19. Sep. 2016                          | Craig David Wallace | Aaron Martin | 0,120 Mio.      |
| 2          | 2         | Rattengift             | Digging Your Grave With Your Teeth      | 4. März 2016         | 19. Sep. 2016                          | Craig David Wallace | Aaron Martin | 0,110 Mio.      |
| 3          | 3         | Tödliche Jugendsünde   | Like as Fire Eateth Up and Burneth Wood | 11. März 2016        | 20. Sep. 2016                          | Craig David Wallace | Aaron Martin | 0,067 Mio.      |
| 4          | 4         | Der Keller             | As Water is Corrupted Unless It Moves   | 18. März 2016        | 20. Sep. 2016                          | Craig David Wallace | Aaron Martin | 0,067 Mio.      |
| 5          | 5         | Gefährliches Interview | Ill-Gotten Gains                        | 25. März 2016        | 21. Sep. 2016                          | Craig David Wallace | Aaron Martin | 0,053 Mio.      |
| 6          | 6         | Die Befreiung          | The One Who Sows His Own Flesh          | 1. Apr. 2016         | 21. Sep. 2016                          | Craig David Wallace | Aaron Martin | 0,076 Mio.      |
| 7          | 7         | Die letzte Sünde       | In the Pride of His Face                | 8. Apr. 2016         | 22. Sep. 2016                          | Craig David Wallace | Aaron Martin | 0,077 Mio.      |
| 8          | 8         | Alles auf Anfang?      | Soon Your Own Eyes Will See             | 15. Apr. 2016        | 22. Sep. 2016                          | Craig David Wallace | Aaron Martin | 0,086 Mio.      |

### Staffel 2
| Nr. (ges.) | Nr. (St.) | Deutscher Titel               | Originaltitel          | Erstausstrahlung USA | Deutschsprachige Erstausstrahlung (DE) | Regie            | Drehbuch                                       |
| ---------- | --------- | ----------------------------- | ---------------------- | -------------------- | -------------------------------------- | ---------------- | ---------------------------------------------- |
| 9          | 1         | Ausflug mit tödlichem Ausgang | Six Feet Under         | 17. Okt. 2017        | 11. Jan. 2018                          | Felipe Rodriguez | Aaron Martin                                   |
| 10         | 2         | Ausweglos                     | Between Good and Evil  | 17. Okt. 2017        | 11. Jan. 2018                          | Felipe Rodriguez | Jana Sinyor                                    |
| 11         | 3         | Friede in den Bergen?         | Saint Sebastian        | 17. Okt. 2017        | 18. Jan. 2018                          | Felipe Rodriguez | James Hurst                                    |
| 12         | 4         | Die Stunde des Jägers         | Night of Hunters       | 17. Okt. 2017        | 18. Jan. 2018                          | Felipe Rodriguez | Aaron Martin (Story) Naledi Jackson (Drehbuch) |
| 13         | 5         | Buße                          | Out Of The Frying Pain | 17. Okt. 2017        | 25. Jan. 2018                          | Felipe Rodriguez | Lucie Pagé                                     |
| 14         | 6         | Die Suche nach der Wahrheit   | Drone                  | 17. Okt. 2017        | 25. Jan. 2018                          | Felipe Rodriguez | Floyd Kane                                     |
| 15         | 7         | Beziehungen                   | Dawn Of The Dead       | 17. Okt. 2017        | 1. Feb. 2018                           | Felipe Rodriguez | Amanda Fahey                                   |
| 16         | 8         | Das Vergangene ist nicht tot  | The Past Is Never Dead | 17. Okt. 2017        | 1. Feb. 2018                           | Felipe Rodriguez | Aaron Martin                                   |

### Staffel 3
| Nr. (ges.) | Nr. (St.) | Deutscher Titel     | Originaltitel   | Erstausstrahlung USA | Deutschsprachige Erstausstrahlung (DE) | Regie          | Drehbuch       |
| ---------- | --------- | ------------------- | --------------- | -------------------- | -------------------------------------- | -------------- | -------------- |
| 17         | 1         | Mörderischer Morgen | 6am To 9am      | 23. Mai 2019         | 31. Okt. 2019                          | Adam MacDonald | Aaron Martin   |
| 18         | 2         | Blut & Kaffee       | 9am To 12pm     | 23. Mai 2019         | 31. Okt. 2019                          | Adam MacDonald | Lucie Pagé     |
| 19         | 3         | Abschlussprüfung    | 12pm To 3pm     | 23. Mai 2019         | 31. Okt. 2019                          | Adam MacDonald | Duana Taha     |
| 20         | 4         | Amys letztes Spiel  | 3pm To 6pm      | 23. Mai 2019         | 31. Okt. 2019                          | Adam MacDonald | Ian Carpenter  |
| 21         | 5         | Blutige Gedenkfeier | 6pm To 9pm      | 23. Mai 2019         | 1. Nov. 2019                           | Adam MacDonald | Matt MacLennan |
| 22         | 6         | Die Sommerwendparty | 9pm To 12am     | 23. Mai 2019         | 1. Nov. 2019                           | Adam MacDonald | JP Laroque     |
| 23         | 7         | Brennen soll sie!   | Midnight To 3am | 23. Mai 2019         | 1. Nov. 2019                           | Adam MacDonald | Ian Carpenter  |
| 24         | 8         | Der Morgen danach   | 3am To 6am      | 23. Mai 2019         | 1. Nov. 2019                           | Adam MacDonald | Ian Carpenter  |